# 村岡浅右衛門
8代 村岡 浅右衛門（淺右衞門、むらおか あさえもん、1853年5月27日（嘉永6年4月20日）- 1927年（昭和2年）8月26日）は、明治・大正期の大地主、実業家、政治家。貴族院多額納税者議員。幼名・房次郎。

## 経歴
山城国紀伊郡上鳥羽村（京都府紀伊郡上鳥羽村字上鳥羽、京都市下京区を経て現京都市南区）で、大地主、大庄屋、貸金業の7代村岡浅右衛門の長男として生まれる。巖谷一六に師事し習字・詩文を学んだ。1889年（明治22年）6月、家督を相続し、同年3月、8代浅右衛門を襲名した。
1882年（明治15年）4月、上鳥羽村戸長兼部内学務委員に就任し、1884年（明治17年）6月、上鳥羽村塔森村戸長に発令され、1889年3月の町村制施行まで在任。同年7月、紀伊郡所得税調査委員となり（1891年5月まで在任）、1890年（明治23年）2月、京都府会議員に当選し1892年（明治25年）4月まで在任。1899年（明治32年）9月、第1回紀伊郡会議員に選挙で当選し1901年（明治34年）6月まで在任。同年12月、上鳥羽村長に就任し1904年（明治37年）まで務め、1911年（明治44年）に再任された。この間、憲政本党、立憲政友会に所属し、1904年（明治37年）多額納税者の互選により貴族院議員に選出され、同年9月29日から1911年（明治44年）9月28日まで在任した。
実業界では、1894年（明治27年）12月、西陣貯蓄銀行を設立し、その後、取締役、副頭取を歴任した。その他、京都農商銀行取締役、京都蚕糸外商品取引所理事などを務めた。
また、北海道の開拓事業にも関わり、1895年（明治28年）京都拓民協会会長となり西田作次郎らと事業に取り組んだ。

## 親族
- 父 7代村岡浅右衛門（先代森島九郎兵衛の長男）[2]
- 母 村岡やす（祖父6代村岡浅右衛門の長女）[1][2]
- 妻 村岡セイ（従姉妹、叔父・森島九郎兵衛の長女）[2]